# 謝諾夫

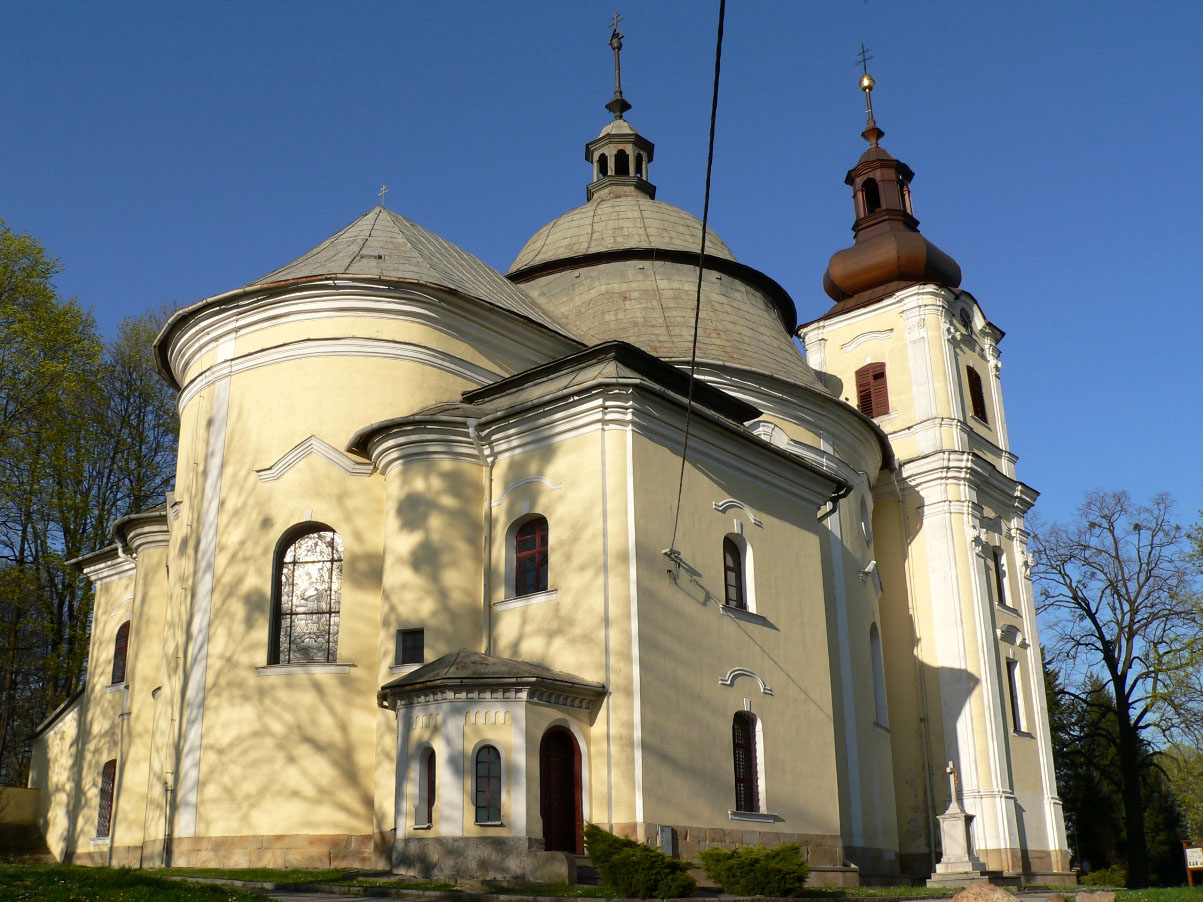

謝諾夫是捷克的城鎮，位於該國東部，由摩拉維亞-西利西亞州負責管轄，面積16.63平方公里，海拔高度255米，該地區自舊石器時代有人類居住，2010年人口5,919。

## 外部連結
- （捷克文） Official website（页面存档备份，存于）